# 小笠原持広
小笠原 持広（おがさわら もちひろ）は、江戸時代前期から中期にかけての武士。江戸幕府旗本。徳川吉宗が主導した弓術古儀式の復興に関与し、幕府の射礼師範となった。

## 生涯

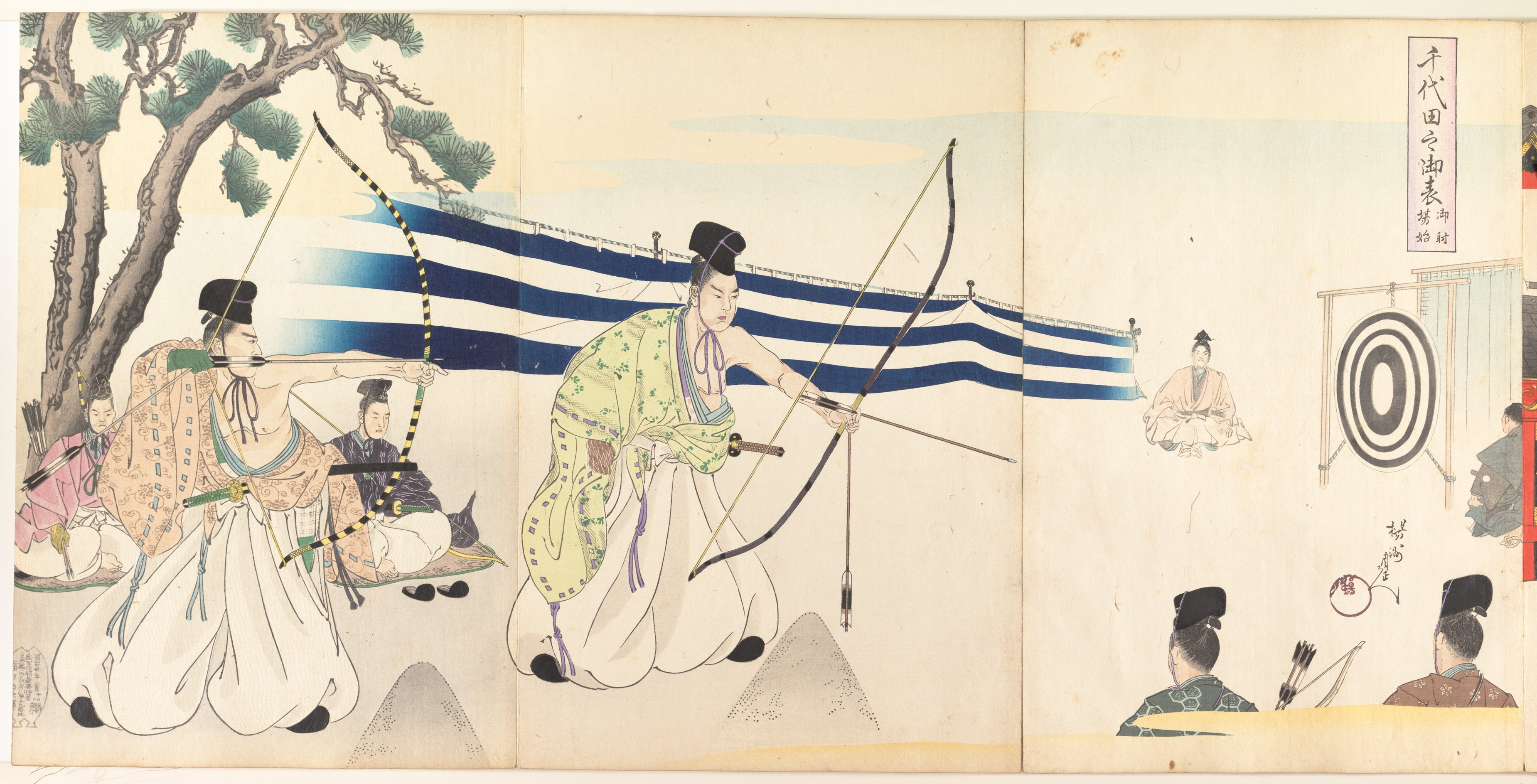
弓場始（『千代田之御表』より。明治30年(1896年)発行。揚洲周延作画。）

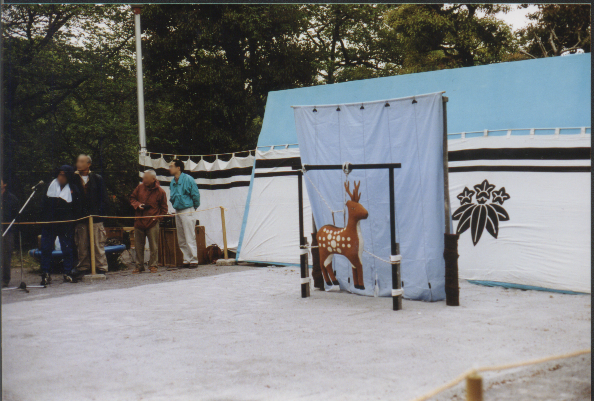
草鹿式（現代の小笠原流による演武）

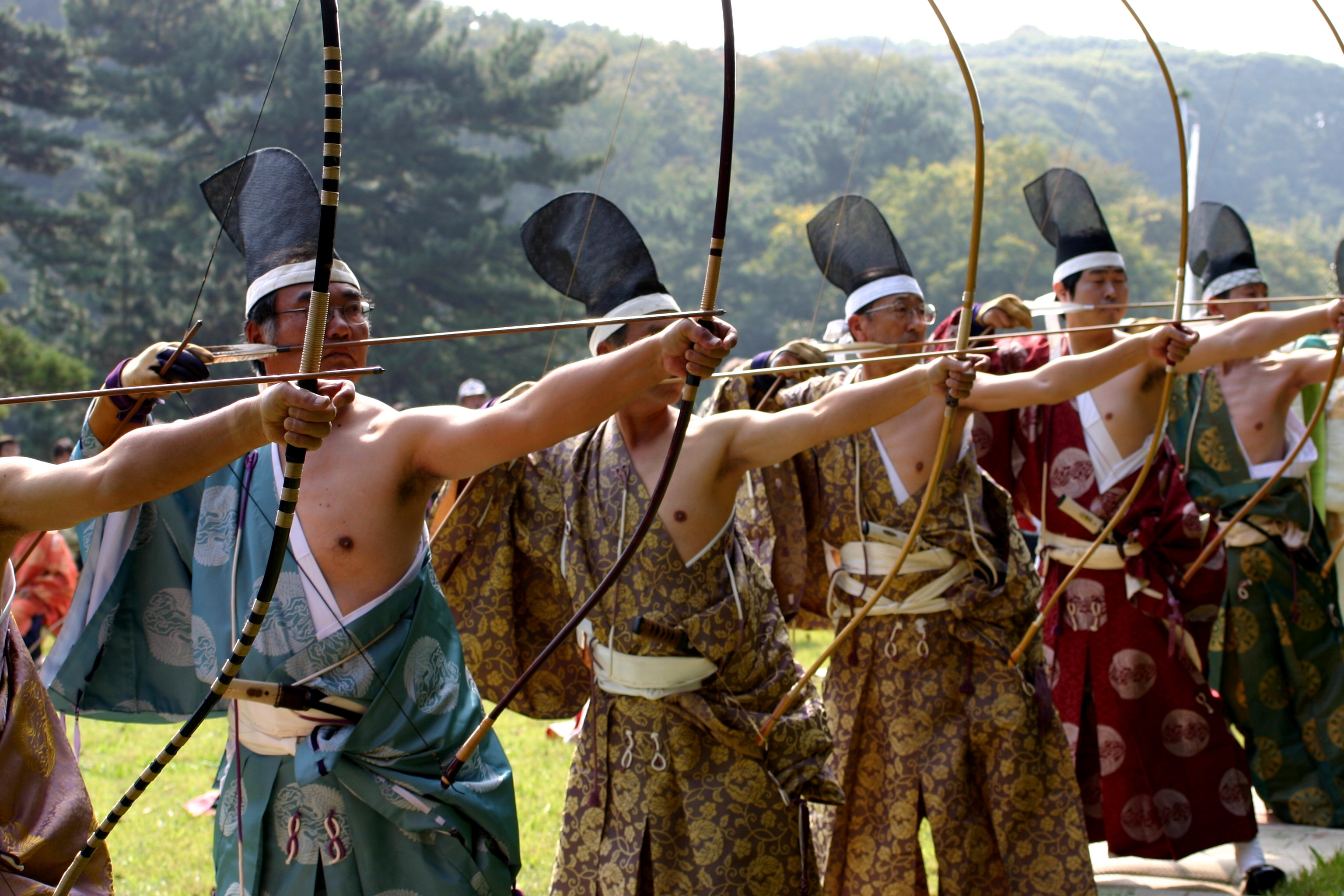
百手式（現代の小笠原流による演武）

貞享2年（1685年）、杉浦政盛（大隅守）の三男として生まれ、旗本小笠原持真の養子となった。政盛の父杉浦政清（大隅守）は幕臣から神田館（徳川綱吉付、館林藩）の家老に転じた。政盛も綱吉付の奏者番を務めたが、延宝8年（1680年）11月の徳川徳松の江戸城西の丸入りに従って幕臣に復帰していた。
元禄15年（1703年）12月21日、小姓組の番士となった。宝永6年（1709年）5月3日に養父持真が死去し、同年7月23日に父の遺跡（知行780石）を継いだ。12月27日、小納戸に転じた。

正徳6年（1716年）5月16日、徳川家継の死去により小姓組番士に復帰。享保改元後の同年7月22日、新将軍徳川吉宗の指示により、家伝の書籍91部（うち7種は足利義尚真跡）及び鎌倉右大将家（源頼朝）から賜ったゆがけ、足利将軍家から賜った錦を上覧に供した。
享保6年（1721年）5月16日にもこれらの書籍の上覧があった。閏7月7日、吉宗は葵紋蒔絵の書箱を下賜し「世に希なる書なれば永く秘蔵すべき」旨を言いつけた。この後、吉宗は近侍の家臣目賀田幸助守咸、鈴木丈右衛門安貞の二人に、持広に従って射礼を学ばさせた。これは吉宗がかねてより弓道を好み、諸家の旧記を綿密に調査していたところ、持広の家伝の書が特に古書であり疑いのないものであり、故実が明白であると考えたためであった。
享保11年（1726年）2月3日、徒頭となり、12月16日、布衣着用を許された。
享保13年（1728年）2月4日、近侍の家臣に弓場始の式を行わせるため、吉宗の指示により式に伺候した。4月、吉宗の日光山参詣に従った。11月10日、翌年の弓場始は「たいはいの式」にて行うために、近侍の家臣能勢河内守頼忠、岡山新十郎之英、その他番士8人を持広の門弟とし、その式を学ばせた。持広はこの件を承る間は（本業である徒頭の）当番を免除された。翌享保14年（1729年）2月5日、江戸城吹上において弓場始が開催され、翌日時服2領黄金3枚を下賜された。弓場始はこれ以後、毎年の恒例となった。
享保16年（1731年）10月1日、先手弓頭となった。
享保17年（1732年）9月21日、小的・草鹿の上覧があり、翌日時服3領を賜った。享保19年（1734年）10月26日、賭弓の上覧があり、翌日また時服3領を賜った。享保20年（1735年）9月20日、大的式の上覧があり、時服3領を賜った。
元文2年（1737年）江戸城西の丸で、将軍世子徳川家重の側室至心院が徳川家治を懐妊したことを受け、2月29日、百手式を行った。この際、嫡子小笠原持賢は若年であったが家柄を考慮され弓太郎（射手の頭）を務めた。翌日西の丸にて時服2領と黄金3枚を賜った。
これ以後も賭弓、円物、百手式等を上覧に供し、しばしば物を下賜された。延享2年（1745年）1月11日槍奉行に進み、宝暦9年12月21日（1760年2月7日）死去。享年75。

## その他
- 持広に任された歩射（射礼）の師範は、持賢、持易、持暠と小笠原縫殿助家（京都小笠原氏の子孫）が代々幕府の師範役となり、幕末の当主小笠原鐘次郎は講武所の弓術師範を務めたが[7][8]、明治維新前後に家系は絶えた。

- 赤沢氏系小笠原氏の小笠原常春も享保9年（1724年）10月25日、幕臣に流鏑馬、笠懸を師範する任を承り、享保11年（1726年）2月2日、番士の輩に騎射を師範する任を承った。これより赤沢小笠原家（小笠原平兵衛家）は代々幕府の騎射師範役となった。これが現在に続く小笠原流（弓馬術礼法小笠原教場）の宗家である。

- 田安宗武は好古の志が厚く、持広の家伝の書を一覧したいと吉宗に願ったところ、持広の弟子となるよう指示があったため、入門後にようやく吉宗からそれらの書籍を伝えられた[注釈 10]。享保19年（1734年）2月28日には、田安家でも弓場始を伝え興行することを言いつけられた[注釈 11]。

## 著書
- 『式之的之次第』（国文学研究資料館 田安徳川家資料　他所蔵）
- 『射礼故実聞書』（杵築市立図書館　他所蔵）

## 系譜
寛政重脩諸家譜巻百九十三の小笠原持広の項目による。
- 実父：杉浦政盛
- 実母：山内喜兵衛某（堀長門守家臣）の女[注釈 12]
- 養父：小笠原持真
- 妻：朝比奈勝盛の女　勝盛は杉浦政盛の姉妹の子。
  - 男子：小笠原持賢 - 従五位下筑後守。徳川家重付の小姓。寛延4年（宝暦元年）（1752年）に父に先立って死去。
    - 男子：小笠原持易 - 持賢の嫡男。祖父持広の家督を継ぐ。
    - 男子：川勝隆安 - 持賢の次男。旗本川勝隆恭の婿養子。

  - 女子：鈴木為政（玄蕃）の妻。為政は鈴木重辰 (天草代官)の後裔
  - 女子：橋本喜太郎に嫁し、離婚ののち柴田勝彭（三右衛門）の妻となる。